# Erendira luteomaculata
Erendira luteomaculata är en spindelart som först beskrevs av Alexander Petrunkevitch 1925.  Erendira luteomaculata ingår i släktet Erendira och familjen flinkspindlar.
Artens utbredningsområde är Panama. Inga underarter finns listade i Catalogue of Life.